# 全集
全集（ぜんしゅう、羅: opera omnia、英: complete works）という言葉は、主に特定の人物の全著作、全文章を収録したもの、または主な著作等を選び編集したもの、また特定の時代・国や地域の主要な文学的著作を編纂したもの、和洋の美術・歴史的文化財を撮影した写真をまとめたもの（日本古典文学全集、世界美術全集など）などに使われる。
「全集」という言葉を字義通りに解釈すれば、たとえば特定の作家の全集の場合、作品だけでなく日記、書簡、雑記やメモその他、著者の手になる文章すべてを収録する完全全集ととれるが、実際には、一般の読者にとって一定程度以上の意味のあるものだけを選んで編集したものを「全集」と名づける場合が多い。
ところで、有限な「全集」に誰の何を入れ、幾巻をさくか、誰、何をいれないかという選択は、すぐれて編集的行為であり、このうえなく具体的な批評でもあり得る（たとえば紙上のプランとしては丸谷才一、三浦雅士、鹿島茂の『文学全集を立ちあげる』（2006年、文藝春秋）があり、実際に池澤夏樹は個人編集というかたちで、『池澤夏樹=個人編集 世界文学全集』・『池澤夏樹=個人編集 日本文学全集』を河出書房新社より刊行した。また、坪内祐三は、みずからが編集した筑摩書房の「明治の文学」のシリーズで饗庭篁村に1巻を割いたことを特徴として自負していた。）中国文学者の高島俊男は、大学で講義した際に「明治文学全集には高島先生の言った『○○作の××』という作品は入っていない。ゆえにそんな作品は存在しない、嘘を言わないで下さい」と（「全集」という言葉を字義通りに解釈した）大学生に詰め寄られたという（あまりにその学生が愚かすぎて信じがたいほどの）体験を書き残している。
ただし、中国古典においては、『全唐詩』『全宋詩』などに、その時代の遺存する全作品が収録されているので、それを日本に敷衍して解釈した可能性もある。

## 歴史
日本における全集の出版ピークは1953年（昭和28年）にあった。以前より刊行中であった角川書店の『昭和文学全集』、新潮社の『現代日本文学全集』に加え、この年から河出書房の『世界大思想全集』、筑摩書房が『現代日本文学全集』の配本を開始している。配本回数の多い全集は、月賦による販売が主流となったため、全集の企画立案は資金力が大きい大手出版社（金融出版と呼ばれた）に限られた。

## 個人全集
古くは漢籍の「石雲山人詩文全集」などの例がある。近代以降の文学全集では没後まもなく編まれた「一葉全集」「紅葉全集」などが先駆的である。本格的な全集としては、岩波書店の「漱石全集」のように小説、評論から日記、書簡、断簡零墨までを集めたものがある。これはその人物の業績や思想を全て網羅しようとするもので、一つの理想的な形態ではあろう。「漱石全集」は度々新たな編集が行われており、改訂のたびに新発見資料の収録や本文校訂が行われている。また、1970年代には、筑摩書房が、『校本 宮澤賢治全集』で、推敲の過程の作者によって消された部分まで復元したことによって、「銀河鉄道の夜」の成立史など、研究を深める材料を提供したこともある。
まだ生存している作家がこれまでの作品をまとめた全集を編むこともある。この場合、全集刊行後に発表された作品は当然、全集から漏れることになるので、不完全な全集とならざるを得ない（ただし、司馬遼太郎全集のように、生前刊行分の続巻というかたちで完全な全集を完成させることもある）。中国では、存命中に出るものは「文集」であり、存命中に全集が出ることはありえない。世界文学全集の類と並び、日本で大々的に営業上の理由から〈誤用〉されている語である。

## その他の全集
古くは「陸軍法令全集」（1889年 - 1990年）などの用例がある。
クラシック音楽で「ベートーヴェン交響曲全集」のように用いる例もある。この種の全集は主要作品のみというパターンはあまりなく、一応全作品を収めるが、「断簡零墨」に類するような習作や断片を収めるかどうかは編集方針次第である（一例として、ブルックナーの交響曲全集には、交響曲第0番などの初期の習作を入れないものが多数存在する）。

## 付録
全集には、販促物品として、「内容見本」とよばれるパンフレットが事前に作成されることが多い。そこには、関係者のエッセイなどが書き下ろされ、その対象への証言や研究に資するものもある。石川淳がいろいろな全集類に寄せた文章が有名である。
また、刊行時の付録として、「月報」と呼ばれるはさみこみが付されることも多い。これも、対象作家の研究に資するエッセイや、同時代批評などが収録されるため、古書店などで取引される際には、月報の有無が価格を左右することもある。